# Siergiej Kamieniew
Siergiej Siergiejewicz Kamieniew (ros. Сергей Сергеевич Каменев, ur. 4 kwietnia?/16 kwietnia 1881 w Kijowie, zm. 25 sierpnia 1936 w Moskwie) – pułkownik Sztabu Generalnego Armii Imperium Rosyjskiego, komandarm I rangi Armii Czerwonej, członek Wszechrosyjskiego Centralnego Komitetu Wykonawczego (WCIK), od 1930 członek WKP(b).
Urodził się w rodzinie inżyniera wojskowego, ukończył Aleksandrowską Szkołę Oficerską w 1900 i Nikołajewską Akademię Sztabu Generalnego w 1907.

## I wojna światowa i wojna domowa w Rosji
Od 1914 (I wojna światowa) na stanowiskach sztabowych, m.in. szef Oddziału Operacyjnego Sztabu 1 Armii. Od początku 1917 dowódca pułku w stopniu pułkownika. Po rewolucji październikowej 1917, szef sztabu 15 Korpusu, a potem 3 Armii.
W 1918 ochotniczo wstąpił do Armii Czerwonej i objął dowództwo 17 Dywizji Strzelców. Od sierpnia 1918 pomocnik dowódcy Zapory Zachodniej. Od września 1918 do lipca 1919 dowódca Frontu Wschodniego, następnie walczył przeciwko wojskom Kołczaka. Od lipca 1919 do 1924 naczelny dowódca sił zbrojnych RFSRR (Armii Czerwonej). Dowodził wojskami w wojnie domowej. Od kwietnia 1924 inspektor Robotniczo Chłopskiej Armii Czerwonej (RKKA), od marca 1925 szef sztabu Armii Czerwonej, od listopada 1925 główny inspektor RKKA, od kwietnia 1926 szef Głównego Zarządu RKKA, Od kwietnia 1924 do maja 1927 członek Rewolucyjnej Rady Wojennej. Od maja 1927 do czerwca 1934 zastępca ministra obrony i I zastępca Rewolucyjnej Rady Wojennej. Od czerwca 1934 szef Zarządu Obrony Powietrznej i jednocześnie od listopada 1934 członek Rady Wojennej przy ministrze obrony. Pochowany na Placu Czerwonym w ścianie kremlowskiej.
Wkrótce po śmierci, w trakcie czystek w RChACz w latach 1937-1939, Siergiej Kamieniew został oskarżony o udział w "wojskowo-faszystowskim" spisku; jego nazwisko zostało wymazane z oficjalnego zapisu wojny domowej w Rosji, a dokonania skazano oficjalnie na zapomnienie.
Odznaczenia: Order Czerwonego Sztandaru, Czerwony Półksiężyc I stopnia Bucharskiej Republiki.